# Интерлеукин 20
Интерлеукин 20 (ИЛ-20) је протеин који припада ИЛ-10 фамилији цитокина. ИЛ-20 производе активирани кератиноцити и моноцити. Он преноси интрацелуларни сигнал кроз два различита рецепторска комплекса на ћелијској површини кератиноцита и других епителијалних ћелија. ИЛ-20 регулише пролиферацију и диференцијацију кератиноцита у току инфламације, посебно инфламације асоциране са кожом. Додатно, ИЛ-20 исто узрокује ћелијску експанзију мултипотентних хематопоетских прогенитор ћелија.